# Eneko Larrarte
Eneko Larrarte Huguet (Tudela, 23 de mayo de 1980) es un profesor y político español que ejerció como alcalde de su localidad natal, Tudela, de 2015 a 2019, acabando una racha de 20 años de alcaldías de Unión del Pueblo Navarro.

## Biografía
Eneko Larrarte nació en la localidad ribera de Tudela el 23 de mayo de 1980. Se licenció en Humanidades por la Universidad de Deusto, también realizó las maestrías de Dirección de Empresas y en Formación del Profesorado de Educación Secundaria Obligatoria y Bachillerato.
Ha sido profesor de Educación Secundaria Obligatoria en el Colegio de San Francisco Javier, perteneciente a los jesuitas en Tudela.

## Trayectoria política
Larrarte era activista en diferentes colectivos sociales así como afiliado de Izquierda Unida de Navarra.
En 2011 estuvo en la lista municipal de Izquierda-Ezkerra, la coalición formada por Izquierda Unida de Navarra junto a otras agrupaciones para las elecciones en Navarra. Tras los comicios, Larrarte se convirtió en edil de Tudela, estando en la oposición del gobierno municipal liderado por Luis Casado Oliver (UPN).
Para las elecciones de 2015, se presentó como candidato a la alcaldía de Tudela por Izquierda-Ezkerra, sustituyendo a Milagros Rubio, la tradicional candidata de IUN que llevaba presentándose en todas las citas electorales desde la Transición. Tras los comicios, I-E obtuvo los mismos concejales que UPN, el partido más votado, teniendo 6 concejales cada uno. Además, el PPN sólo obtuvo 2 ediles, dejando al espacio tradicional de derecha en Tudela en 8 de 21 concejales, lo que propició que el resto de fuerzas: PSN (3 cocnejales), Tudela Puede (3) y Candidatura de Unidad Popular (1), apoyasen a I-E para nombrar alcalde a Eneko Larrarte y acabar con 20 años de alcaldía de UPN.
En las elecciones de 2019, el entonces alcalde Larrarte repitió como candidato de I-E, mientras que PSN presentó a un nuevo candidato, Ángel Sanz y Navarra Suma, coalición entre UPN, PPN y la sección territorial de Ciudadanos, presentó a Alejandro Toquero, también una cara nueva. En esta cita electoral, la coalición de derecha consiguió recuperar la alcaldía consiguiendo 11 de los 21 concejales, por lo que Larrarte consiguió cargo de edil, pero no revalidar la alcaldía aún con la mejora de resultados, al obtener un concejal más que en la anterior elección.
Con la formación del gobierno de Navarra, el primero de María Chivite el 7 de agosto de 2019, José María Aierdi (GBai), consejero de Ordenación del Territorio, Vivienda, Paisaje y Proyectos Estratégicos, ofreció a Eneko Larrate el puesto de director general de Vivienda, aunque para aceptarlo Larrarte debía renunciar a su afiliación a IUN, puesto que la formación consideraba «incompatible» ser afiliado y estar en el ejecutivo de María Chivite. Larrarte se dio de baja a finales de agosto para aceptar el cargo.
A mediados de septiembre de 2022, se dio de baja voluntaria del cargo de director general de Vivienda para encabezar la lista municipal de Contigo Navarra-Zurekin Nafarroa, llamada en Tudela «Contigo Tudela», de cara a las elecciones municipales de 2023, en las que intentaría recuperar la alcaldía de manos de Toquero.
Tras la cita electoral del 28 de mayo de 2023, Contigo Tudela fue la segunda formación más votada en Tudela, pero se quedó en 6 concejales, los mismos de I-E en 2015; sin embargo, en esta ocasión UPN obtuvo 11 de los 21 concejales en solitario, permitiéndole gobernar con mayoría absoluta. Eneko Larrarte consiguió el cargo de edil, ocupando una de las plazas de la oposición municipal.